# Кључко виногорје
Кључко виногорје налази се у источном делу Србије код места Кладово. Смештено је у оквиру Тимочког виноградарског рејона и Крајинског подрејона и захвата површину од 62 хектара.

## Положај и одлике
Кључко виногорје обухвата простор источно од места Сип, Подвршка и Велика Каменица све до Дунава. Најзначајнији и најзаступљенији виногради овог виногорја налазе се у селима: Корбово, Ртково, Мала Врбица, Велика Врбица и Кладово. Винова лоза се гаји на земљишту типа гајњача, леса и песка.

## Сортимент
Најзаступљенија сорта белог грожђа је италијански ризлинг који се гаји на 58 хектара, што је чак 94% укупне површине свих винограда у виногорју, следи га рајнски ризлинг са 1,9 процената.
| Италијански ризлинг                                        | 58,6189 | 93,83 |
| Рајнски ризлинг                                            | 1,1331  | 1,91  |
| Шардоне                                                    | 0,2405  | 0,48  |
| Совињон                                                    | 0,1908  | 0,31  |
| Пловдина                                                   | 0,0749  | 0,15  |
| Извор: Министарство пољопривреде, шумарства и водопривреде |         |       |

Црне сотре грожђа су слабије заступљене и на њих отпада свега 35 површине, где је најзаступљенији каберне совињон.
| Каберне совињон                                            | 0,8408 | 1,50 |
| Гаме                                                       | 0,2717 | 0,50 |
| Вранац                                                     | 0,1405 | 0,32 |
| Прокупац                                                   | 0,1231 | 0,20 |
| Бургундац црни                                             | 0,06   | 0,10 |
| Извор: Министарство пољопривреде, шумарства и водопривреде |        |      |

Најмање се узгајају стоне сорте, свега 0,70% попут мускат хамбурга, кардинала и др.
| Мускат хамбург                                             | 0,1726 | 0,48 |
| Кардинал                                                   | 0,07   | 0,11 |
| Афус-али                                                   | 0,05   | 0,08 |
| Италија                                                    | 0,0189 | 0,03 |
| Извор: Министарство пољопривреде, шумарства и водопривреде |        |      |